# The Farm

Localização das diferentes versões de The Farm.

The Farm (A Fazenda no Brasil e Quinta das Celebridades em Portugal) é um formato de programa de televisão do gênero reality show, criado originalmente na Suécia pela produtora Strix Television. Vendido para mais de 40 países, The Farm é o formato de reality mais popular da produtora. Em alguns países é produzido pela Endemol em associação com a Strix.

## O formato
The Farm coloca um grupo de geralmente 14 a 22 pessoas para viverem juntas por meses em uma fazenda sem contato com o mundo exterior. Na maioria de suas versões, os competidores são celebridades. Eles devem trabalhar normalmente como agricultores, cuidando de animais e fazendo tarefas típicas do meio rural. Em período regular, um dos competidores é despejado, geralmente em uma cerimônia chamada "The Duel", onde eles competem por resistência física, mas em algumas adaptações do show, como por exemplo a versão brasileira, é o público que decide quem fica, quem sai e quem vence, pela votação por telefone, SMS e/ou internet.

## The Farmno mundo
| Região/País           | Nome Local                      | Canal de Televisão                                            | Vencedores | Principais Apresentadores |
| --------------------- | ------------------------------- | ------------------------------------------------------------- | --- | --- |
| Mundo Árabe           | Al Wadi                         | LBC                                                           | 1.ª Temporada, 2005: Meshari El Ballam | Karen Derkaloustian |
| Países bálticos       | Farm Ferma                      | TV3                                                           | 1.ª Temporada, 2003: Una Jēkabsone | Marko Matvere (1.ª Temporada) Artūrs Skrastiņš (1.ª Temporada) Kęstutis Jakštas (1.ª Temporada)                                                                                                |
| Bélgica-Países Baixos | De Farm                         | vtm Yorin                                                     | 1.ª Temporada, 2005: Matthijs Vegter | Evi Hanssen Gijs Staverman |
| Brasil                | A Fazenda                       | RecordTV                                                      | 1.ª Temporada, 2009: Dado Dolabella 2.ª Temporada, 2009: Karina Bacchi 3.ª Temporada, 2010: Daniel Bueno 4.ª Temporada, 2011: Joana Machado 5.ª Temporada, 2012: Viviane Araújo 6.ª Temporada, 2013: Bárbara Evans 7.ª Temporada, 2014: Diego "DH" Silveira 8.ª Temporada, 2015: Douglas Sampaio 9.ª Temporada, 2017: Flávia Viana 10.ª Temporada, 2018: Rafael Ilha 11.ª Temporada, 2019: Lucas Viana 12.ª Temporada, 2020: Jojo Todynho 13.ª Temporada, 2021: Rico Melquiades 14.ª Temporada, 2022: Bárbara Borges 15.ª Temporada, 2023: [[Jaquelline\|Jaquelline Grohalski]] 16.ª Temporada, 2024: Sacha Bali | Britto Jr (1.ª a 7.ª Temporada) Roberto Justus (8.ª e 9.ª Temporada) Marcos Mion (10.ª a 12.ª Temporada) Adriane Galisteu (13.ª Temporada - presente)                                          |
| Brasil                | Fazenda de Verão                | RecordTV                                                      | 1.ª Temporada, 2012: Angelis Borges | Rodrigo Faro |
| Chile                 | La Granja Web Oficial           | Canal 13                                                      | 1.ª Temporada, 2005: Gonzalo Egas | Sergio Lagos |
| Chile                 | La Granja VIP Web Oficial       | Canal 13                                                      | 1.ª Temporada, 2005: Javier Estrada | Sergio Lagos |
| Chile                 | Granjeras Web Oficial           | Canal 13                                                      | 1.ª Temporada, 2005: Angélica Sepúlveda | Sergio Lagos |
| Colômbia              | La Granja Tolima                | Caracol TV                                                    | 1.ª Temporada, 2004: Alejandro Pineda 2.ª Temporada, 2010: Benjamín Herrera | Alejandro Martínez (1.ª Temporada) Paula Jaramillo (1.ª Temporada) Natalia París (2.ª Temporada) Mauricio Vélez (2.ª Temporada)                                                                |
| Croácia               | Farma                           | Nova TV                                                       | 1.ª Temporada, 2008: Rafael Dropulić 2.ª Temporada, 2009: Mario Mlinarić 3.ª Temporada, 2010: Kristijan Rahimovski 4.ª Temporada, 2015: Blaženka Slamar 5.ª Temporada, 2016: Goran Kaleb 6.ª Temporada, 2018: Saša Vujnović 7.ª Temporada, 2020: Tomislav Pavlović | Mia Kovačić Davor Dretar "Drele" (1.ª, 3.ª e 6.ª Temporada) |
| Dinamarca             | Farmen                          | TV3                                                           | 1.ª Temporada, 2004: Thomas Graa 2.ª Temporada, 2005: Natanya Sukkot | Sonny Rønne Pedersen (1.ª Temporada) Jakob Kjeldbjerg (2.ª Temporada) |
| Alemanha              | Die Farm                        | RTL                                                           | 1.ª Temporada, 2010: Markus Laurenz | Inka Bause |
| França                | La Ferme Célébrités             | TF1                                                           | 1.ª Temporada, 2004: Pascal Olmeta 2.ª Temporada, 2005: Jordy Lemoine 3.ª Temporada, 2010: Mickael Vendetta | Christophe Dechavanne (1.ª e 2.ª Temporada) Patrice Carmouze (1.ª e 2.ª Temporada) Benjamin Castaldi (3.ª Temporada) Jean-Pierre Foucault (3.ª Temporada)                                      |
| Grécia                | Φάρμα Farma                     | Mega TV                                                       | 1.ª Temporada, 2002: Rene Pipitsouli 2.ª Temporada, 2004: Giannis Pyrgelis | Grigroris Arnaoutoglou (1.ª Temporada) Ilias Balasis (2.ª Temporada) |
| Grécia                | Φάρμα VIP Farma VIP             | Mega TV                                                       | 1.ª Temporada, 2003: Stathis Aggelopoulos | Grigroris Arnaoutoglou |
| Hungria               | Farma                           | Viasat 3                                                      | 1.ª Temporada, 2002: Laci | László M. Miksa |
| Itália                | La Fattoria                     | Italia 1 (1.ª Temporada) Canale 5 (2.ª a 4.ª Temporada)       | 1.ª Temporada, 2004: Danny Quinn 2.ª Temporada, 2005: Raffaello Tonon 3.ª Temporada, 2006: Rosario Rannisi 4.ª Temporada, 2009: Marco Baldini | Daria Bignardi (1.ª Temporada) Barbara D'Urso (2.ª e 3.ª Temporada) Paola Perego (4.ª Temporada)                                                                                               |
| Irlanda               | Celebrity Farm                  | RTÉ One                                                       | 1.ª Temporada, 2004: George McMahon | Mairead McGuinness |
| Noruega               | Farmen                          | TV 2                                                          | 1.ª Temporada, 2001: Gaute Grøtta Grav 2.ª Temporada, 2003: Bjørn Tore Bekkeli 3.ª Temporada, 2004: Snorre Rotbæk 4.ª Temporada, 2007: Mikkel Isak Eira 5.ª Temporada, 2008: Silje Hvarnes 6.ª Temporada, 2010: Leif Birger Mækinen 7.ª Temporada, 2011: Tommy Rodahl 8.ª Temporada, 2012: Ingvild Skare Thygesen 9.ª Temporada, 2013: Morten Heggdal 10.ª Temporada, 2014: Magnhild Vik 11.ª Temporada, 2015: Eilev Bjerkerud 12.ª Temporada, 2016: Laila Lockert 13.ª Temporada, 2017: Halvor Sveen 14.ª Temporada, 2018: Tonje Frøystad Garvik 15.ª Temporada, 2019: Erik Rotihaug 16.ª Temporada, 2020: Per Gunvald Haugen 17.ª Temporada, 2021: Daniel Godø 18.ª Temporada, 2022: Henrik Eijsink 19.ª Temporada, 2023: Anders Rydning 20.ª Temporada, 2024: Próxima edição | Sarah Natasha Melbye (1.ª Temporada) Frithjof Wilborn (2.ª Temporada) Gaute Grøtta Grav (3.ª a 15.ª Temporada) Mads Hansen (16.ª e 17.ª Temporada) Niklas Baarli (18.ª Temporada - presente)   |
| Portugal              | Quinta das Celebridades         | TVI                                                           | 1.ª Temporada, 2004: José Castelo Branco 2.ª Temporada, 2005: Rute Marques | Júlia Pinheiro (1.ª e 2.ª Temporada) José Pedro Vasconcelos (1.ª e 2.ª Temporada) |
| Portugal              | A Quinta                        | TVI                                                           | 1.ª Temporada, 2015: Kelly Medeiros 2.ª Temporada, 2016: Luís Nascimento | Teresa Guilherme |
| Portugal              | Era Uma Vez na Quinta           | SIC                                                           | 1.ª Temporada, 2024 | Andreia Rodrigues |
| Eslovénia             | Kmetija                         | POP TV (Temporadas 1-3, 7-11) Planet TV (4.ª a 6.ª Temporada) | 1.ª Temporada, 2007: Daša Hliš 2.ª Temporada, 2008: Cirila Jeršin 3.ª Temporada, 2011: Matej Drečnik 4.ª Temporada, 2014: Denis Toplak 5.ª Temporada, 2015: Fahrudin Čaušević 6.ª Temporada, 2016: Adriana Košenina 7.ª Temporada, 2017: Milena Žižek 8.ª Temporada, 2018: Franko Bajc 9.ª Temporada, 2019: Jan & Tilen Klobasa 10.ª Temporada, 2021: Tilen Brglez 11.ª Temporada, 2022: Tom Zupan 12.ª Temporada, 2023: Žan Simonič 13.ª Temporada, 2024: Próxima edição | Špela Močnik (1.ª e 2.ª Temporada) Lili Žagar (3.ª Temporada) Saša Lendero (4.ª e 5.ª Temporada) Jasna Kuljaj (6.ª Temporada) Natalija Bratkovič (7.ª Temporada - presente)                    |
| Espanha               | La Granja                       | Antena 3                                                      | 1.ª Temporada, 2004: Loreto Valverde 2.ª Temporada, 2005: Miguel Ángel Redondo | Terelu Campos |
| Suécia                | Farmen                          | TV4                                                           | 1.ª Temporada, 2001: Benny Viberg 2.ª Temporada, 2002: Inger Andersson 3.ª Temporada, 2003: Veronika Larsson 4.ª Temporada, 2004: Pia Flodner 5.ª Temporada, 2004: Christian Gergils 6.ª Temporada, 2013: Erik Persson 7.ª Temporada, 2014: Maria Dahlberg 8.ª Temporada, 2015: Örjan Selien 9.ª Temporada, 2016: Fredrik Rosenkvist 10.ª Temporada, 2017: Niklas Ravnestam 11.ª Temporada, 2018: Stefan Eriksson 12.ª Temporada, 2019: Tobias Möller 13.ª Temporada, 2020: Sofie Hodén 14.ª Temporada, 2021: Daniel Tholén 15.ª Temporada, 2022: Cecilia Ahlborg 16.ª Temporada, 2023: Nebil Davidsson 17.ª Temporada, 2024: Próxima edição | Hans Fahlén (1.ª e 2.ª Temporada) Linda Isaksson Lindorff (Temporadas 3-4, 6-7) Filippa Lagerbäck (5.ª Temporada) Paolo Roberto (8.ª a 13.ª Temporada) Anna Brolin (14.ª Temporada - presente) |
| Turquia               | Ünlüler Çiftliği Celebrity Farm | ATV                                                           | 1.ª Temporada, 2004: Não conhecido(a) 2.ª Temporada, 2004: Não conhecido(a) 3.ª Temporada, 2004: Não conhecido(a) | Seray Sever |
| Reino Unido           | The Farm                        | Five                                                          | 1.ª Temporada, 2004: Jeff Brazier 2.ª Temporada, 2005: Keith Harris & Orville the Duck | Ed Hall (1.ª Temporada) Colin McAllister (2.ª Temporada) Justin Ryan (2.ª Temporada) |